# پایان خوش (فیلم ۱۹۲۵)
پایان خوش (انگلیسی: The Happy Ending) فیلمی صامت در ژانر درام به کارگردانی جرج ای. کوپر محصول ۱۹۲۵ بریتانیا است.